# برایان گلنی
برایان گلنی (انگلیسی: Brian Glennie; ۲۹ اوت ۱۹۴۶ – ۷ فوریهٔ ۲۰۲۰) بازیکن هاکی روی یخ اهل کانادا بود.